# 非洲新闻台
非洲新闻台（Africanews）是一家以多语种播放的非洲跨国新闻电视台，2016年4月20日开播，总部原先位于刚果共和国黑角，后迁往法国里昂，是欧洲新闻台在撒哈拉以南非洲的姊妹频道。

## 节目内容
非洲新闻台大部分时间采用没有新闻主播、只有新闻画面配上旁白的方式来进行新闻报道，每30分钟一次，滚动播出来自非洲和世界各地的新闻（这一点与欧洲新闻台相似），也同样有一个不设旁白的No Comment节目。目前非洲新闻台以英法双语播出，新闻标题和字幕跑马灯也以英法双语交替显示，未来预计将增加葡萄牙语、阿拉伯语和斯瓦西里语广播。
目前，非洲新闻台通过卫星电视和地面电视，覆盖非洲37个国家，约900万家庭可收看到非洲新闻台的节目，此外观众也可通过互联网收看。